# FWA Footballer of the Year
FWA Footballer of the Year (Nederlands: Beste voetballer volgens FWA) is een Engelse voetbaltrofee die sinds 1948 jaarlijks wordt uitgereikt aan de beste speler uit het Engels voetbal. De laureaten worden verkozen door de leden van de Football Writers' Association (FWA), de vereniging van Engelse voetbaljournalisten.
Liverpool is de club die het vaakst een winnaar in zijn rangen had. Dertien keer werd een voetballer van Liverpool door het FWA verkozen tot Speler van het Jaar. De Nederlanders Frans Thijssen, Dennis Bergkamp en Robin van Persie wonnen de prijs elk één keer, evenals de Belg Eden Hazard. Thierry Henry is recordhouder: hij won de trofee drie keer.
In 1969 werden er twee winnaars verkozen. Toen won zowel Tony Book als Dave MacKay de prijs.

## Winnaars
| Jaar | Land                   | Winnaar            | Club                    |
| ---- | ---------------------- | ------------------ | ----------------------- |
| 1948 | Vlag van Engeland      | Stanley Matthews   | Blackpool FC            |
| 1949 | Vlag van Ierland       | Johnny Carey       | Manchester United       |
| 1950 | Vlag van Engeland      | Joe Mercer         | Arsenal FC              |
| 1951 | Vlag van Engeland      | Harry Johnston     | Blackpool FC            |
| 1952 | Vlag van Engeland      | Billy Wright       | Wolverhampton Wanderers |
| 1953 | Vlag van Engeland      | Nat Lofthouse      | Bolton Wanderers        |
| 1954 | Vlag van Engeland      | Tom Finney         | Preston North End       |
| 1955 | Vlag van Engeland      | Don Revie          | Manchester City         |
| 1956 | Vlag van Duitsland     | Bert Trautmann     | Manchester City         |
| 1957 | Vlag van Engeland      | Tom Finney         | Preston North End       |
| 1958 | Vlag van Noord-Ierland | Danny Blanchflower | Tottenham Hotspur       |
| 1959 | Vlag van Engeland      | Syd Owen           | Luton Town              |
| 1960 | Vlag van Engeland      | Bill Slater        | Wolverhampton Wanderers |
| 1961 | Vlag van Noord-Ierland | Danny Blanchflower | Tottenham Hotspur       |
| 1962 | Vlag van Engeland      | Jimmy Adamson      | Burnley FC              |
| 1963 | Vlag van Engeland      | Stanley Matthews   | Stoke City FC           |
| 1964 | Vlag van Engeland      | Bobby Moore        | West Ham United         |
| 1965 | Vlag van Schotland     | Bobby Collins      | Leeds United            |
| 1966 | Vlag van Engeland      | Bobby Charlton     | Manchester United       |
| 1967 | Vlag van Engeland      | Jack Charlton      | Leeds United            |
| 1968 | Vlag van Noord-Ierland | George Best        | Manchester United       |
| 1969 | Vlag van Engeland      | Tony Book          | Manchester City         |
| 1969 | Vlag van Schotland     | Dave MacKay        | Derby County            |
| 1970 | Vlag van Schotland     | Billy Bremner      | Leeds United            |
| 1971 | Vlag van Schotland     | Frank McLintock    | Arsenal FC              |
| 1972 | Vlag van Engeland      | Gordon Banks       | Stoke City FC           |
| 1973 | Vlag van Noord-Ierland | Pat Jennings       | Tottenham Hotspur       |
| 1974 | Vlag van Engeland      | Ian Callaghan      | Liverpool FC            |
| 1975 | Vlag van Engeland      | Alan Mullery       | Fulham FC               |
| 1976 | Vlag van Engeland      | Kevin Keegan       | Liverpool FC            |
| 1977 | Vlag van Engeland      | Emlyn Hughes       | Liverpool FC            |
| 1978 | Vlag van Schotland     | Kenny Burns        | Nottingham Forest       |
| 1979 | Vlag van Schotland     | Kenny Dalglish     | Liverpool FC            |
| 1980 | Vlag van Engeland      | Terry McDermott    | Liverpool FC            |
| 1981 | Vlag van Nederland     | Frans Thijssen     | Ipswich Town            |
| 1982 | Vlag van Engeland      | Steve Perryman     | Tottenham Hotspur       |
| 1983 | Vlag van Schotland     | Kenny Dalglish     | Liverpool FC            |
| 1984 | Vlag van Wales         | Ian Rush           | Liverpool FC            |
| 1985 | Vlag van Wales         | Neville Southall   | Everton FC              |
| 1986 | Vlag van Engeland      | Gary Lineker       | Everton FC              |
| 1987 | Vlag van Engeland      | Clive Allen        | Tottenham Hotspur       |
| 1988 | Vlag van Engeland      | John Barnes        | Liverpool FC            |
| 1989 | Vlag van Schotland     | Steve Nicol        | Liverpool FC            |
| 1990 | Vlag van Engeland      | John Barnes        | Liverpool FC            |
| 1991 | Vlag van Schotland     | Gordon Strachan    | Leeds United            |
| 1992 | Vlag van Engeland      | Gary Lineker       | Tottenham Hotspur       |
| 1993 | Vlag van Engeland      | Chris Waddle       | Sheffield Wednesday     |
| 1994 | Vlag van Engeland      | Alan Shearer       | Blackburn Rovers        |
| 1995 | Vlag van Duitsland     | Jürgen Klinsmann   | Tottenham Hotspur       |
| 1996 | Vlag van Frankrijk     | Éric Cantona       | Manchester United       |
| 1997 | Vlag van Italië        | Gianfranco Zola    | Chelsea FC              |
| 1998 | Vlag van Nederland     | Dennis Bergkamp    | Arsenal FC              |
| 1999 | Vlag van Frankrijk     | David Ginola       | Tottenham Hotspur       |
| 2000 | Vlag van Ierland       | Roy Keane          | Manchester United       |
| 2001 | Vlag van Engeland      | Teddy Sheringham   | Manchester United       |
| 2002 | Vlag van Frankrijk     | Robert Pirès       | Arsenal FC              |
| 2003 | Vlag van Frankrijk     | Thierry Henry      | Arsenal FC              |
| 2004 | Vlag van Frankrijk     | Thierry Henry      | Arsenal FC              |
| 2005 | Vlag van Engeland      | Frank Lampard      | Chelsea FC              |
| 2006 | Vlag van Frankrijk     | Thierry Henry      | Arsenal FC              |
| 2007 | Vlag van Portugal      | Cristiano Ronaldo  | Manchester United       |
| 2008 | Vlag van Portugal      | Cristiano Ronaldo  | Manchester United       |
| 2009 | Vlag van Engeland      | Steven Gerrard     | Liverpool FC            |
| 2010 | Vlag van Engeland      | Wayne Rooney       | Manchester United       |
| 2011 | Vlag van Engeland      | Scott Parker       | West Ham United         |
| 2012 | Vlag van Nederland     | Robin van Persie   | Arsenal FC              |
| 2013 | Vlag van Wales         | Gareth Bale        | Tottenham Hotspur       |
| 2014 | Vlag van Uruguay       | Luis Suárez        | Liverpool FC            |
| 2015 | Vlag van België        | Eden Hazard        | Chelsea FC              |
| 2016 | Vlag van Engeland      | Jamie Vardy        | Leicester City          |
| 2017 | Vlag van Frankrijk     | N'Golo Kanté       | Chelsea FC              |
| 2018 | Vlag van Egypte        | Mohamed Salah      | Liverpool FC            |
| 2019 | Vlag van Engeland      | Raheem Sterling    | Manchester City         |
| 2020 | Vlag van Engeland      | Jordan Henderson   | Liverpool FC            |
| 2021 | Vlag van Portugal      | Rúben Dias         | Manchester City         |
| 2022 | Vlag van Egypte        | Mohamed Salah      | Liverpool FC            |
| 2023 | Vlag van Noorwegen     | Erling Haaland     | Manchester City         |
| 2024 | Vlag van Engeland      | Phil Foden         | Manchester City         |
| 2025 | Vlag van Egypte        | Mohamed Salah      | Liverpool FC            |

Azerbeidzjan · België (HLN · PL) · Bosnië-Herzegovina · Bulgarije · Denemarken · Duitsland · Engeland (PFA · FWA) · Estland · Finland · Frankrijk (FF · UNFP) · Georgië · Gibraltar · Griekenland · Hongarije · Ierland · Israël · Italië · Kazachstan · Kosovo · Kroatië · Letland · Liechtenstein · Litouwen · Luxemburg · Malta · Moldavië · Nederland · Noord-Macedonië · Noorwegen · Oekraïne · Oostenrijk · Polen · Portugal (CNID · PGB) · Roemenië · Rusland ("Futbol" · "Sport-Express") · Schotland (SPFA · SFWA) · Servië · Slowakije · Sovjet-Unie · Spanje (TADS · PDB · LFP) · Tsjechië (ČMFS · KSN) · Wit-Rusland · Zweden · Zwitserland